# Lluís Serrahima i Camín
Lluís Serrahima i Camín   (Sarrià, 1870 - Barcelona, 1 de maig de 1952) fou un advocat català.

## Biografia
Era fill de Maurici Serrahima i Palà, també advocat, i d'Adelaida Camín i López, germana de l'advocat Àlvar Maria Camín i López. De jove estudià dret a Barcelona i es doctorà a Madrid. Durant més de seixanta anys exercí la professió.
El 20 de desembre del 1900]es casà al cambril de la basílica de la Mercè amb Isabel Bofill de Compte, amb qui va tenir vuit fills, entre els quals Joan Serrahima i Bofill, Maurici Serrahima i Bofill i Alfons Serrahima i Bofill. Era l'avi de l'escriptor i poeta Lluís Serrahima i Villavecchia.

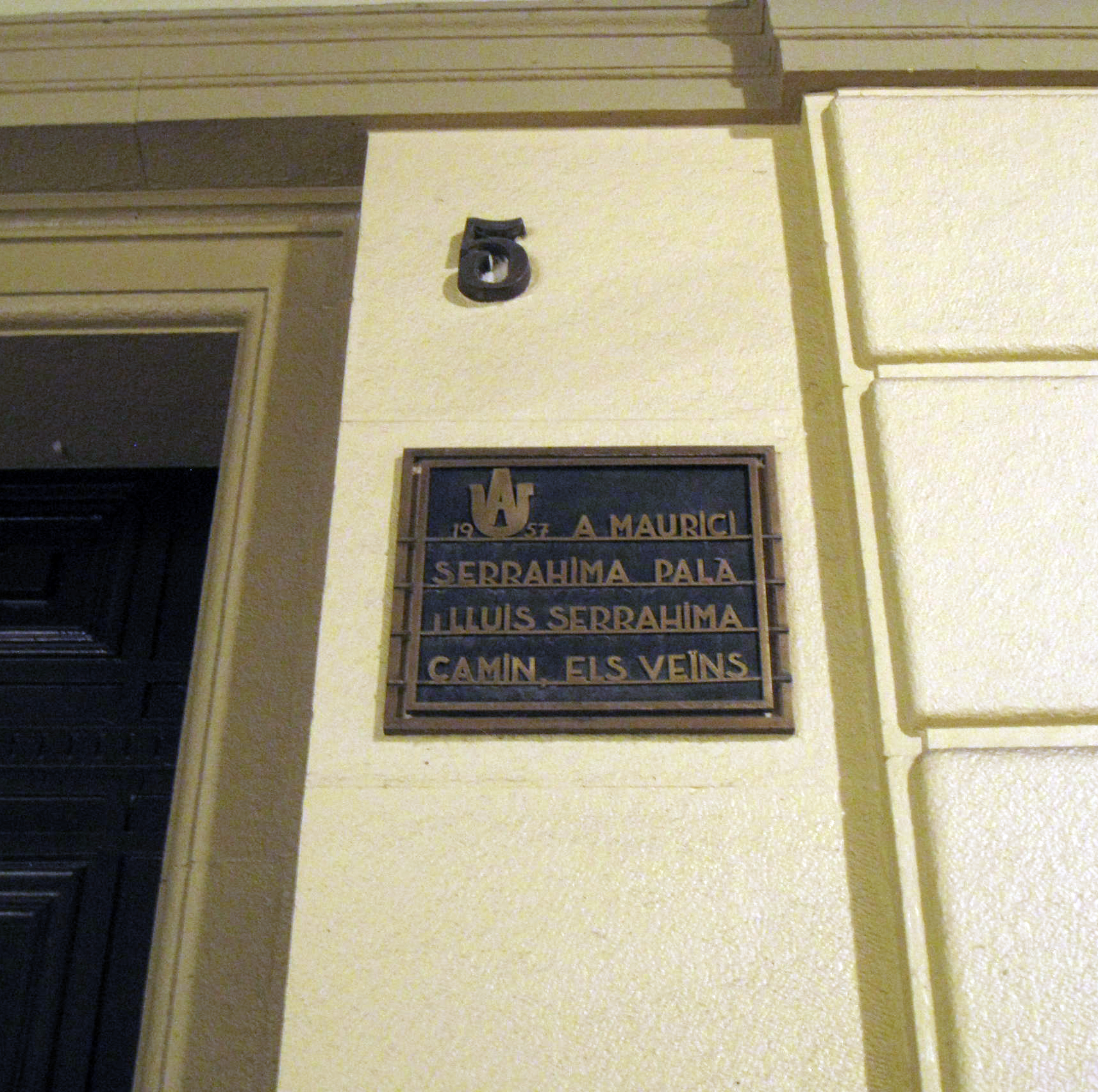
Placa commemorativa al carrer de Petritxol, 5, on Maurici Serrahima tenia el seu despatx

El seu pare, interessat en la pintura des de la joventut, havia contribuït econòmicament a la fundació de la Sala Parés, que a principis de la dècada de 1890 acollia exposicions col·lectives del Cercle Artístic de Sant Lluc. Aquest interès per les arts fou transmès a Lluís, qui l'any 1905 fou elegit vicepresident del Cercle.
El 26 d'octubre del 1916 fou elegit president del Cercle, un càrrec que ocuparia de forma quasi ininterrompuda fins al tancament de l'entitat el 28 d'agost del 1936 amb l'inici de la guerra civil. L'única interrupció fou durant la dictadura de Primo de Rivera. El 9 de novembre del 1926, en una acta de compromissaris, s'elegeix a Josep Maria Junoy i Muns per substituir-lo com a president. Junoy ocupà el càrrec fins al [2 de novembre del 1928, on en una altra reunió de compromissaris fou elegit Rafael Benet i Vancells com a president. Aquest últim posà el seu càrrec en mans dels socis el mateix mes que sortí elegit, però que continuà ocupant fins al 5 de novembre de 1930, quan es reelegeix a Serrahima com a president. En aquesta última reelecció, després de dos curts mandats de dos anys cadascun, no hi hagué grans canvis en la junta fins a la clausura del Cercle.
Després de la mort de Lluís Ferrer-Vidal i Soler el 15 d'abril de 1936, Serrahima el relleva com a president de la Caixa i en mantingué la presidència fins al final de la guerra civil, quan fou destituït el 1939.
Com a il·lustre advocat, era membre de la junta del Col·legi d’Advocats de Barcelona i arribà a ser-ne degà el 1951. Morí a Barcelona l'any següent, l'1 de maig de 1952, a l'edat de 81 anys.